# Црква Светог пророка Илије у Мачкату
Црква Светог пророка Илије у Мачкату, насељеном месту на територији општине Чајетина, подигнута је 1859. године и припада Епархији жичкој Српске православне цркве.

## Историја
До подизања данашњег храма у Мачкату је постојала црква брвнара, подигнута највероватније 1809. године. Захваљујући томе што је Чајетина по завршетку Другог српског устанка постала седиште рујанског сердара Јована Мићића и тадашњим политичким догађајима и династичким борбама, село је планирано, одлуком нове Владе, да постане нови срески административни центар. Била је планирана изградња среске куће, цркве и школе. Изградња среске куће није ни започета, јер су сва средства намењена за то, утрошена на изградњу цркве и школе.
На месту на ком је изграђена, налазила се некропола стећака чији су делови коришћени у изградњи овог храма. Данас се код цркве налази само један стећак, у виду саркофага, без икаквих натписа и представа. Сликар Димитрије Посниковић осликао је иконостас и зидне слике средином 19. века. Због неадекватне градње, слегања тла или нечег сличног, 1915. године црквени зидови и свод су попуцали, па је црква затворена.
Тек 1934. године започети су и исте године завршени радови на обнови дотрајалог храма и том приликом су уништене зидне слике Димитрија Посниковића. На Илиндан 2009. године свечано је обележен јубилеј 150 година постојања цркве.

## Архитектура цркве
Црква Светог пророка Илије у Мачкату је једнобродна грађевина са полукружом апсидом на источној страни. Засведена је бачвастим сводом, а покривена двоводним кровом. Приликом обнове 1934. године, дограђен је звоник на западној страни цркве, чиме је измењен њен првобитни изглед. Звоник је у доњем делу затворен и нешто је шири, док је у горњем делу отворен бифорама са све четири стране. На северној и јужној фасади постављени су дуги и уски лучно засведени прозори и бочна врата, са плитким пиластерима. Од првобитног инвентара сачуване су царске двери сликара Павла Чортановића с краја XIX века.
У новије време, 2000. године, Даница Шишовић је на западној фасади, у лучно засведеним нишама, осликала фреске Пресвете Богородице, јужно од главног портала и Светог пророка Илије, северно од главног портала, а 2009. године Јована Јовановић је урадила мозаик Светог пророка Илије изнад главног портала.
Такође, у цркви се чува и престона икона Исуса Христа, коју је сликар Алексије Лазовић урадио за цркву архистратига Гаврила у Стапарима, као и крст кујунџијске израде из 19. века, два чирака са потписом мајстора Панте из 1860. године, грчки антиминс, поклон сердара Јована Мићића, путир од сребра, прилог краљице Наталије цркви Светог Илије, икона са Свете Горе, коју је цркви поклонио Љубомир Ковачевић 1898. године и књига рођених у периоду од 1837. до 1850. године.
У власништву цркве је и неколико посебних икона, пренетих из старе цркве брвнаре у Церову (1810-1860): Свети Сава, Стефан Првовенчани, Богородица са Христом, Исус Христ, Свети Великомученик Георгије (на којој је ктиторски запис из 1809. године) и Арханђел Михаило.